# Pseudochaeta syngamiae
Pseudochaeta syngamiae là một loài ruồi trong họ Tachinidae.